# Isaac Holden
Pour les articles homonymes, voir Holden.
Sir Isaac Holden (7 mai 1807 – 13 août 1897), est un inventeur et fabricant, connu à la fois pour ses travaux sur le peignage de la laine et sur les allumettes.

## Jeunesse
Il est né dans le village de Hurlet près de Glasgow, et dès l'âge de dix ans a travaillé dans une filature de coton. Il est devenu en grande partie autodidacte, bien qu'il ait brièvement étudié dans une école de grammaire. Après un apprentissage réussi, il est devenu professeur dans les écoles locales, et en 1829 obtient un poste à l'Académie du château de Reading, Berkshire. C'est là qu'il a développé l'allumette "Lucifer", mais n'a pas breveté l'invention, qui a été apparemment déposée par le père d'un de ses élèves. L'année suivante, il retourna en Écosse, et après une brève période dans l'enseignement est devenu un comptable dans une usine de laine peignée à Cullingworth en Angleterre.

## Industrie de la laine
Se tournant vers le côté technique, il a développé, à Bradford, en 1846, un cardeur de laine et un dispositif pour la fabrication de fils de Genappe, qu'il a fait breveter, en 1847, avec Samuel Lister (plus tard Lord Masham). Lister était l’inventeur d’un procédé mécanique qui fit la fortune des Holden, en même temps que des industriels et commerçants du textile.

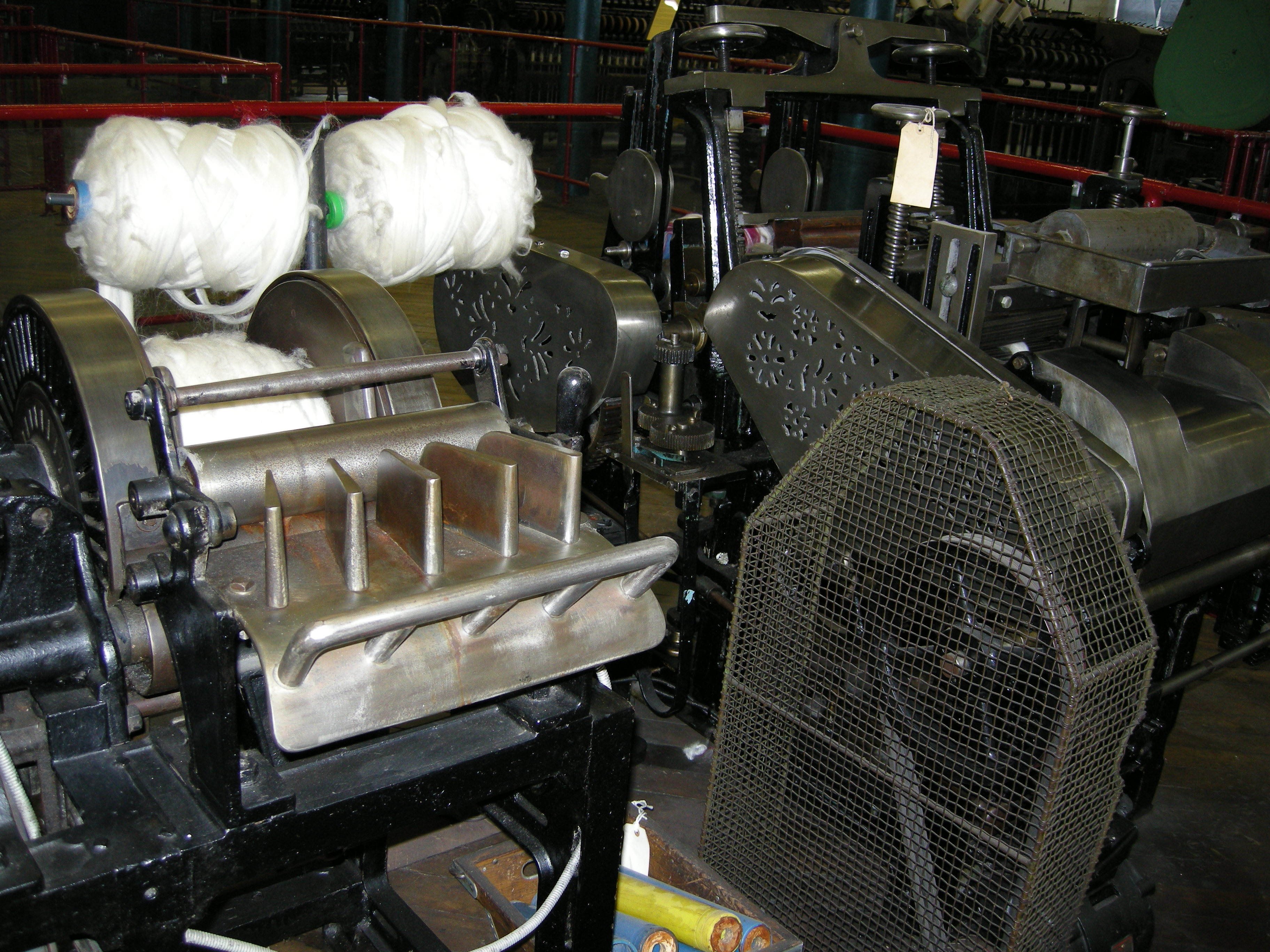
Machine à peigner la laine.

En 1848, en France, Holden crée une usine, avec Lister, dénommée, Lister & Holden, à Saint-Denis route de Gonesse et qu'il exploitera pendant treize ans. Une usine Holden est construite à Croix dans l'arrondissement de Lille, en 1852 et une autre à Reims en 1853. Ces trois sites couvrent plus de vingt-trois hectares au sol, et offrent un emploi à 4 000 personnes. L'entreprise a un total de 500 cardeuses et 370 machines de peignage, accomplissant autant de travail que 25 000 travailleurs avant l'introduction des machines.

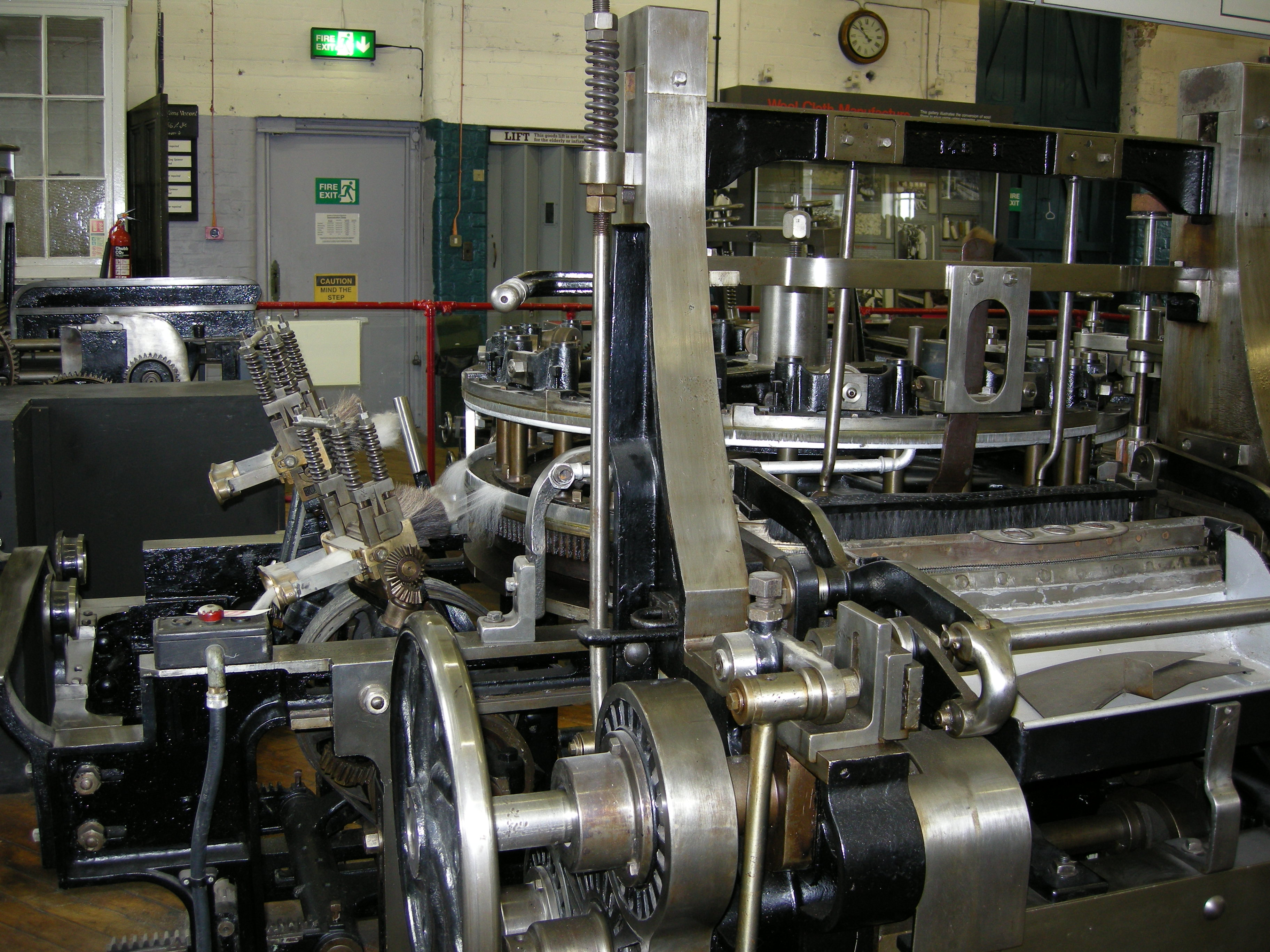
Peigneuse de Holden, construite en 1914.

Les peigneuses de Heilmann et de Holden permettent enfin de travailler en masse, de préparer plus vite au fil, les fibres longues et courtes, jusqu’alors cardées, qui arrivent en grande quantité d’Australie, de Nouvelle-Zélande, d’Afrique du Sud et d’Argentine.
En 1858, le traité qui existait entre Lister et Holden se trouvant expiré, Isaac Holden associa à ses travaux Angus et Edward Holden, ses fils, et ses deux neveux, Jonathan Holden et Isaac Crothers. Lister ayant pris sa retraite de l'entreprise, la société est devenue la société Isaac Holden & Sons. 
L'entreprise Isaac Holden & Sons est devenue la plus grande affaire de laine peignée dans le monde.
Les travaux à Saint-Denis ont été abandonnés en 1860, étant trop éloignés des autres métiers avec lesquelles le peignage était lié. À cette époque, Holden a aussi pensé qu'il est nécessaire de remodeler l'ensemble de leurs machines pour laver, carder et aussi pour parfaire le peigne nacteur, dont il prévu une nouvelle vie. Pour ce faire, il a acheté un petit moulin à Bradford, et l'a adapté comme atelier mécanique pour faire  des expérimentations. Cet atelier de production a été fermé en 1864, peu après l'ouverture de Alston Works, leur peignage de Bradford.
La société Isaac Holden et fils participe à l'Exposition universelle de 1878 et à l'Exposition universelle de Paris de 1889.
Le peignage Holden de Croix adhère au cartel des peigneurs de laine, en sort en septembre 1890 et y rentre de nouveau en avril 1902. En 1908 le cartel obtient des peigneurs, Jonathan Holden (à Reims) et Isaac Holden & fils à Reims, l’engagement de ne pas monter d’unités nouvelles pendant cinq ans. Ces engagements sont reconduits en 1913. Les Holden seront éliminés du cartel en 1938 (éviction des étrangers au territoire).

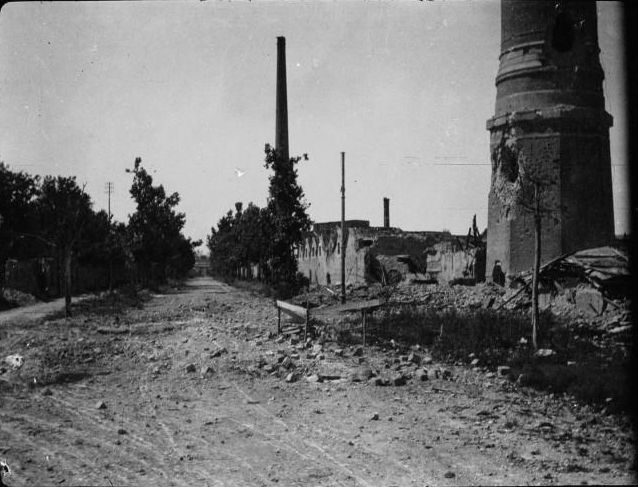
Reims - l'usine des Anglais, boulevard Saint-Marceaux.

Le peignage de Reims, détruit durant la Grande Guerre, ne fut pas reconstruit. Les familles étrangères n’eurent pas droit aux dommages de guerre.

## Mécénat
Holden a pris avec lui en France, en 1849, quelques jeunes ouvriers anglais, et depuis ce temps, il a toujours eu une certaine proportion de ses compatriotes employés dans les usines françaises, à Croix (Nord) comme à Reims, avait entraîné une forte augmentation de la présence anglaise et partant, du culte protestant. Isaac Holden finança en premier lieu le temple de Croix, aujourd’hui disparu, de même que celui de Reims en 1867.
Isaac Holden et son neveu Isaac Crothers-Holden sont « membres protecteurs » de l'association des ingénieurs de l'Institut industriel du Nord (École centrale de Lille). 
Holden fonda en 1880, avec quelques Anglais vivant à Reims, le Bicycle club rémois qui est l'un des plus vieux clubs de France.
Le Stade Roubaisien, fondé en 1886, est né d’une association de jeunes sportifs de l’Amicale Club de Roubaix et d’un groupe d’ouvriers anglais travaillant au Peignage Holden de Croix .
Alston Works AFC fut fondé en 1901 par les ouvriers d'Alston Works, en Angleterre, ils étaient connus comme "The Dentals", sans doute en référence à leur outil de travail : le peigne.

## Mandats politique
Holden a également servi en tant que membre libéral du Parlement  pour Knaresborough de  1865 à 1868, pour la circonscription du Nord-Ouest du Yorkshire de 1882 à 1885 et pour Keighley 1885 à 1895. 
Il a été créé baronnet en 1893, et est décédé à Oakworth House, près de Keighley, le 13 août 1897. Son fils et héritier, Sir Angus Holden, a été créé en 1908 pair avec le titre de baron de Holden Alston.

## Domaine
Holden possédait la propriété d'Oakworth House, près de Keighley dans le Yorkshire. En 1893, à l'âge de 86 ans, il a été créé baronnet d'Oakworth House dans le comté de York. Holden est mort en août 1897, âgé de 90 ans, et a été remplacé dans le titre de baronnet par son fils aîné Angus Holden. Sa fille Margaret avait épousé Alfred Illingworth qui lui succéda comme député de Knaresborough. En 1908, son fils a été élevé à la pairie en tant que baron Holden.
Les anciens terrains d'Oakworth House ont été donnés comme parc public à la population d'Oakworth par la famille de Sir Isaac Holden en 1927. C'est ce qu'on appelle Holden Park

## Famille
Isaac Holden a été marié avec Marion Love (1811-1847) en 1832 dont il eut quatre enfants (Angus, Edward, Mary et Margaret). En 1850, Isaac Holden se marie avec Sarah Sugden (1804-1890). Ses neveux Jonathan Holden (1828-1906) et Isaac Holden Crothers (1830-1908) ont participé avec Angus Holden à la gestion des usines françaises des Holden. Jonathan dirige l'usine de Reims et Isaac Crothers, celle de Croix.

## Photographies
- Photographies du fonds Valois, Reims et environs. Photographies. 1914-1920, site de La contemporaine
- Cartes postales Usine Holden à Croix sur le site de la bibliothèque de Roubaix